# Claudio Cassinelli
Pour les articles homonymes, voir Cassinelli.
Claudio Cassinelli, né le 13 septembre 1938 à Bologne dans la région de l'Émilie-Romagne en Italie et mort à Page dans l'Arizona le 13 juillet 1985, est un acteur italien. Figure populaire du cinéma bis italien, connu pour ses rôles dans les films de Sergio Martino, il apparaît également dans plusieurs films d'auteurs, jouant notamment pour Liliana Cavani, Pasquale Festa Campanile, Damiano Damiani ou les frères Taviani au cours de sa carrière.

## Biographie
Claudio Cassinelli naît à Bologne en 1938. Il débute comme acteur au théâtre avant de s'orienter vers la télévision. Il apparaît pour la première fois au cinéma en 1967 dans le film La Chine est proche (La Cina è vicina) de Marco Bellocchio.
Après divers rôles à la télévision, il prend part en 1974 au drame Il sorriso del grande tentatore de Damiano Damiani avec l'actrice britannique Glenda Jackson en tête d'affiche. Il apparaît ensuite dans le film d'horreur Flavia la défroquée (Flavia, la monaca musulmana) de Gianfranco Mingozzi avec Florinda Bolkan et joue dans le drame historique Allonsanfàn des frères Taviani aux côtés de Marcello Mastroianni, Lea Massari et Stanko Molnar.
Il tourne également dans plusieurs néo-polars italiens, comme La Lame infernale (La polizia chiede aiuto) de Massimo Dallamano, La police a les mains liées (La Polizia ha le mani legate) de Luciano Ercoli, Commando terreur (Milano violenta) de Mario Caiano ou À en crever (Morte sospetta di una minorenne) dans lequel il fait la rencontre du réalisateur Sergio Martino. En 1976, il donne la réplique à Tomás Milián et incarne un commissaire de police dans le film policier La mort en sursis (Il Trucido e lo sbirro) d'Umberto Lenzi. Il joue l'année suivante le rôle d'un malfrat dans le film noir Diamants de sang (Diamanti sporchi di sangue) de Fernando Di Leo.
Il retrouve Martino dans le controversé film d'aventure et d'horreur La Montagne du dieu cannibale (La Montagna del dio cannibale) dans lequel il incarne un aventurier explorant une île sauvage peuplée de cannibales et d'animaux exotiques aux côtés d'Ursula Andress et de Stacy Keach. Il prend ensuite part à deux nouvelles productions de Martino en 1979, Le Grand Alligator (Il fiume del grande caimano) et Le Continent des hommes-poissons (L'Isola degli uomini pesce), tous deux avec Barbara Bach.
En 1981, dans le film Le Larron (Il ladrone) de Pasquale Festa Campanile, il joue le rôle de Jésus-Christ et partage l'affiche du film avec Enrico Montesano et Edwige Fenech. Pour la télévision, il tourne avec Catherine Spaak dans le téléfilm Fosca d'Enzo Muzii qui est adapté du roman éponyme de l'écrivain italien Iginio Ugo Tarchetti. Il prend ensuite part au premier film de Francesco Laudadio, Grog, retrouve Martino dans le film policier Crime au cimetière étrusque (Assassinio al cimitero etrusco) en 1982 et tourne pour Giorgio Bontempi dans le film d'espionnage Notturno en 1983.
Pour Luigi Cozzi, il incarne Zeus dans le péplum Hercule (Hercules). Il tourne ensuite deux films pour Lucio Fulci : 2072, les mercenaires du futur (I Guerrieri dell'anno 2072), un film de science-fiction, et Murder Rock (Murderock - Uccide a passo di danza), un thriller. Il reprend son rôle de Zeus dans Les Aventures d'Hercule (Le Avventure dell'incredibile Ercole), une suite réalisée trois ans plus tard.
Il décède accidentellement en 1985 lors du tournage du film Atomic Cyborg (Vendetta dal futuro) de Sergio Martino. Alors que le film était achevé aux trois-quarts, l'acteur se tue en hélicoptère en passant en dessous du Navajo Bridge à Page dans l'Arizona à la suite d'une erreur du pilote.
Il a eu trois enfants, dont le producteur Giovanni Cassinelli avec la critique cinématographique Irene Bignardi (it). Il repose au cimetière monumental de la Chartreuse de Bologne.

## Filmographie

### Au cinéma

#### Longs-métrages

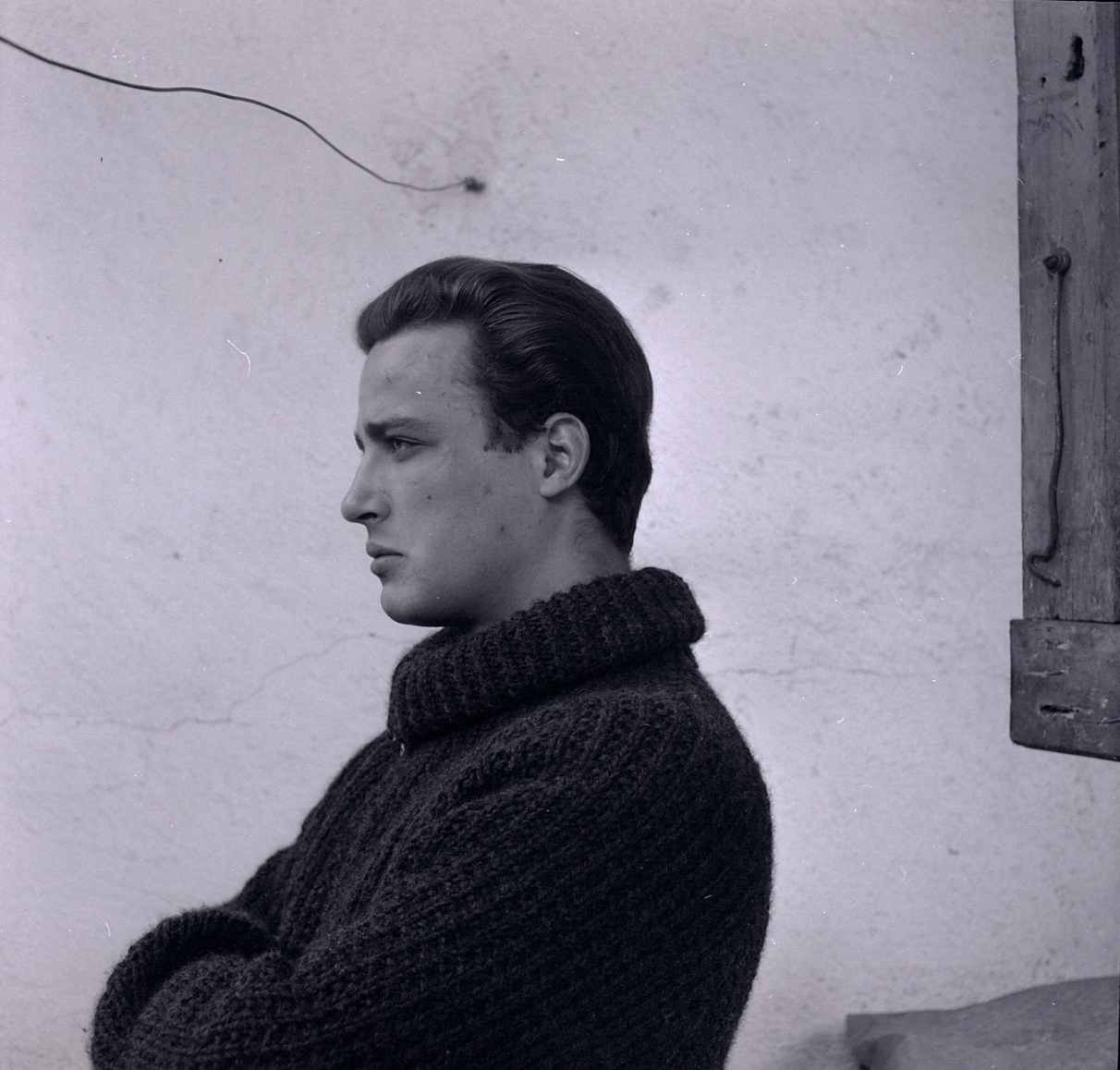
Claudio Cassinelli en 1965, photo de Paolo Monti

- 1967 : La Chine est proche (La Cina è vicina) de Marco Bellocchio
- 1968 : Galileo de Liliana Cavani
- 1974 : La Tentation (Il sorriso del grande tentatore) de Damiano Damiani
- 1974 : Flavia la défroquée (Flavia, la monaca musulmana) de Gianfranco Mingozzi
- 1974 : La Lame infernale (La polizia chiede aiuto) de Massimo Dallamano
- 1974 : Allonsanfàn de Paolo et Vittorio Taviani
- 1974 : La nottata de Tonino Cervi
- 1974 : La police a les mains liées (La polizia ha le mani legate) de Luciano Ercoli
- 1975 : À en crever (Morte sospetta di una minorenne) de Sergio Martino
- 1975 : La Première Fois sur l'herbe (La prima volta, sull'erba) de Gianluigi Calderone
- 1976 : Commando terreur (Milano violenta) de Mario Caiano
- 1976 : La mort en sursis (Il trucido e lo sbirro) d'Umberto Lenzi
- 1976 : Nina de Vincente Minnelli
- 1977 : Diamants de sang (Diamanti sporchi di sangue) de Fernando Di Leo
- 1978 : La Montagne du dieu cannibale (La Montagna del dio cannibale) de Sergio Martino
- 1979 : Avalanche Express de Mark Robson
- 1979 : Le Grand Alligator (Il fiume del grande caimano) de Sergio Martino
- 1979 : Le Continent des hommes-poissons (L'Isola degli uomini pesce) de Sergio Martino
- 1980 : Le Larron (Il ladrone) de Pasquale Festa Campanile
- 1981 : Le Lion du désert (Lion of the desert) de Moustapha Akkad
- 1982 : Crime au cimetière étrusque (Assassinio al cimitero etrusco) de Sergio Martino
- 1982 : Grog de Francesco Laudadio
- 1983 : Notturno de Giorgio Bontempi
- 1983 : Hercule (Hercules) de Luigi Cozzi
- 1984 : 2072, les mercenaires du futur (I Guerrieri dell'anno 2072) de Lucio Fulci
- 1984 : Murder Rock (Murderock - Uccide a passo di danza) de Lucio Fulci
- 1985 : Les Aventures d'Hercule (Le Avventure dell'incredibile Ercole) de Luigi Cozzi
- 1986 : Atomic Cyborg (Vendetta dal futuro) de Sergio Martino

### À la télévision

#### Séries télévisées
- 1972 : A come Andromeda de Vittorio Cottafavi (mini-série télévisée)
- 1972 : I Nicotera
- 1973 : ESP de Daniele D'Anza
- 1973 : Tre camerati
- 1974 : La Jeunesse de Garibaldi (Il giovane Garibaldi)
- 1985 : Murder of a Moderate Man

#### Téléfilms
- 1963 : Ritorno dall'abisso de Mario Lanfranchi
- 1965 : Coriolano de Claudio Fino
- 1977 : Gli ultimi tre giorni de Gianfranco Mingozzi
- 1981 : Fosca d'Enzo Muzii
- 1984 : Un caso d'incoscienza d'Emidio Greco

## Source
- (en) Roberto Curti, Italian Crime Filmography, 1968-1980, Jefferson, McFarland, 2013, 330 p. (ISBN 978-0-7864-6976-5, lire en ligne), p. 152-162-176-237.